# Patrick Coveney
Patrick Coveney   (Cork, 29 de juliol de 1934 - Crosshaven, 22 d'octubre de 2022) fou un religiós irlandès i diplomàtic al servei de la Santa Seu, des de 2009 nunci apostòlic emèrit a Grècia.

## Biografia
Va néixer a Tracton, comtat de Cork, República d'Irlanda, estudià al Maynooth College i va ser ordenat sacerdot als vint anys el 21 de febrer de 1959 pel cardenal Luigi Traglia. Després de fer tasca parroquial a Anglaterra i ensenyament a Cork, el setembre de 1966 fou destinat a treballar en la secció anglòfona de la Secretaria d'Estat de la Santa Seu al Vaticà. Va completar els estudis al Col·legi Pontifici Irlandès de Roma.
El 27 de juliol de 1985 va ser nomenat arquebisbe titular de Satrianum i pro-nunci apostòlic a Zimbabwe i Delegat Apostòlic a Moçambic, i ordenat bisbe el 15 de setembre de 1985. El consagrador principal fou el Cardenal Agostino Casaroli; juntament amb els arquebisbes Gaetano Alibrandi i Michael Murphy aleshores bisbe de Cork i Ross.
El 25 de gener de 1990 fou nomenat nunci apostòlic a Etiòpia i delegat apostòlic a Djibouti el 26 de març de 1992 i el 30 de setembre de 1995 Nunci a Eritrea.
Fou nomenat Nunci a Nova Zelanda, Samoa, Tonga i les Illes Marshall el 27 d'abril de 1996. La seva jurisdicció fou expandida amb les nunciatures de Fiji, Kiribati, els Estats Federats de Micronèsia, Vanuatu, i Nauru el 15 d'octubre, i a les Illes Cook i Palau en 2001. Com s representant diplomàtic amb més anys de servei a Nova Zelanda, l'rquebisbe Coveney va servir durant un temps com a degà del Cos diplomàtic. Posteriorment, va ser nomenat nunci apostòlic a Grècia el 2005. Es va retirar el 2009, i va ser reemplaçat per arquebisbe Luigi Gatti